# Lampung (Volk)
Die Lampung sind eine Ethnie auf der indonesischen Insel Sumatra und leben als Minderheit in der Provinz Lampung im Süden der Insel.

## Ethnie und Religion
Die ungefähr 1.500.000 Lampung lassen sich in zwei Teilgruppen gliedern: die Pepadun (oder Perpaduan), die im Binnenland leben und die Saibatin, die an der Küste siedeln. Sie sind überwiegend Moslems.
Durch die massive Einwanderung vor allem aus Java, Madura und Bali, die auch durch das Transmigrasi-Programm gefördert wurde, sind die Lampung zur Minderheit im eigenen Land geworden.

## Sprache
Die Lampung haben eine eigene Sprache, ebenfalls Lampung genannt, die in den Städten von Bahasa Indonesia verdrängt wird. Auf dem Land und besonders in den Lampung-Dörfern wird die Lampung-Sprache noch gepflegt, die zu den malayo-polynesische Sprachen gehört. Es lassen sich zwei Dialekte unterscheiden: der „O“-Dialekt oder Abung wird von den meisten Perpaduan gesprochen, der „A“-Dialekt oder Pesisir von den Saibatin und einigen Perpaduan.
Vor Einführung der lateinischen Schrift wurde eine eigene, rechtsläufige Schrift benutzt, die Had Lampung genannt wird. Die ersten drei Buchstaben heißen Ka ga nga. Wie in anderen Schriften Indiens und Indonesiens werden die Vokale durch Diakritika über und unter den Konsonanten notiert.

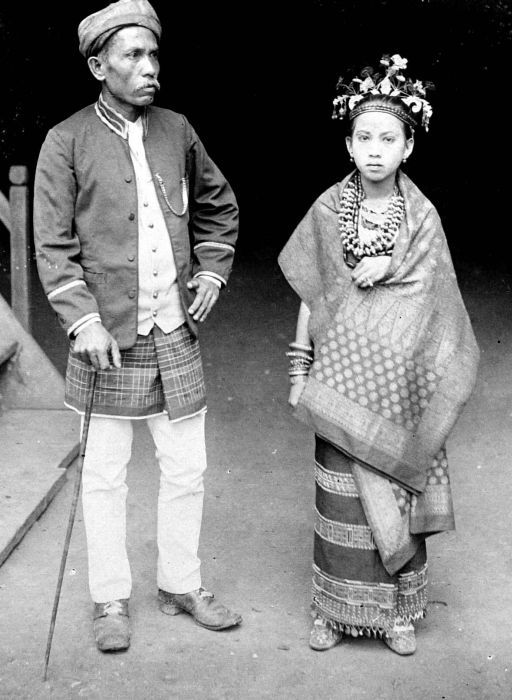
Lampung-Ehepaar (vor 1930)

Sprache und Schrift wird in den Gebieten der Lampung an den Grundschulen gelehrt.

## Kultur
Die Werte der Lampung wird von der „Piil Pasenggiri“-Lehre geprägt – sie besteht aus:
- Piil Pasanggiri: Verhalten und Lebenseinstellung
- Nengah Nyappur: Offenheit zur Gemeinschaft und Gesellschaft
- Nemui nyimah: Großherzigkeit und Freundlichkeit
- Berjuluk Beadek: dem anderen Ehre erweisen
- Sakai Sambayan: Gegenseitiges Helfen

Zur Lampung-Kultur gehören Tanz, die Lampung-Gitarre, mündliche Erzählungen und geschriebene Literatur, Geburts- und Bestattungszeremonien.